# کارلوس ادواردو سوآرز
کارلوس ادواردو سوارز بازیکن اهل برزیل در پست هافبک تیم فوتبال شهرداری تبریز است. این هافبک برزیلی که در تیم دسته سومی ماریلیا برزیل بازی می‌کرد، سابقه حضور در تیمهای ویسل کوبه و کیوتوی ژاپن را نیز در کارنامه دارد و در تیمهای کوریتیبا، بوتافوگو و رسیف نیز بازی کرده است.